# Кузнецов, Фёдор Исидорович
Фёдор Иси́дорович Кузнецо́в (17 [29] сентября 1898, д. Балбечино, Чаусский уезд, Могилёвская губерния — 22 марта 1961, Москва) — советский военачальник, генерал-полковник (24 февраля 1941 года), доцент (1938).

## Биография
Родился 17 (29) сентября 1898 года в деревне Болбечино Чаусского уезда Могилёвской губернии (ныне Горецкий район Белоруссии) в семье крестьянина, русский. Окончил земское училище в деревне Панкратовка Горецкой волости Чауского уезда Могилёвской губернии, в 1912 году — Высшее начальное училище в Горках Могилёвской губернии, в 1915 году — среднее сельскохозяйственное училище в Горках.

## Первая мировая и Гражданская войны
В июне 1916 года поступил в Русскую императорскую армию вольноопределяющимся в 256-й запасный пехотный полк (Ельня). Окончил учебную команду полка в апреле 1916 года, затем — школу прапорщиков 2-й армии Западного фронта. В июне того же года был назначен младшим офицером в Вологодский 18-й пехотный полк 5-й пехотной дивизии. В его рядах участвовал в Первой мировой войне на Западном фронте. В августе 1916 года был ранен, лечился в госпитале в Орше. Затем прикомандирован к оперативной части штаба 5-й пехотной дивизии, в июле 1917 года — контужен. После лечения в госпитале прапорщик Ф. И. Кузнецов в августе 1917 был прикомандирован к распределительному пункту в Орше, исполнял обязанности заведующего отделением распределительного пункта в Смоленске. В ноябре 1917 года демобилизован.
Вернулся на родину, был избран секретарём волостного исполкома и по совместительству работал исполняющим обязанности агронома в Чаусском уездном земельном отделе. В начале Гражданской войны избран командиром местного отряда Красной Гвардии.
Летом 1918 года вступил в Красную Армию и назначен командиром роты Чауского уездного военкомата. Воевал на фронтах Гражданской войны в 72-м и в 68-м стрелковых полках 8-й стрелковой дивизии Западного фронта. Был командиром роты, командиром батальона, помощником командира 72-го стрелкового полка, командиром 68-го стрелкового полка. В основном, воевал против польских войск. Получил контузию в бою 24 ноября 1919 года под деревней Телуша Бобруйского уезда, в мае 1920 — пулевое ранение в ногу под деревней Негоничи на реке Березина, в августе 1920 — пулевое ранение в голову под деревней Ивахновичи у Брест-Литовска. В ноябре 1920 – октябре 1921 года принимал активное участие в борьбе с бандитизмом в Слуцком и Бобруйском уездах Белорусской ССР.
За отличия в боях Гражданской войны был дважды награждён орденом Красного Знамени 18 декабря 1920 года и 31 декабря 1921 года, что сразу выдвинуло его из общей массы командиров (таких дважды кавалеров в РККА было всего около 100 человек). В приказе Реввоенсовета Республики от 18 декабря 1920 года о награждении орденом Красного Знамени указано: «При форсировании реки Березины руководил переправой и своей энергией и распорядительностью под ружейным огнем противника быстро переправил полк на правый берег реки Березины. Наступая одним батальоном и пешей разведкой на д. Стефанову и будучи окруженным превосходящими силами противника, тов. Кузнецов, не растерявшись, своей твердостью и находчивостью вывел части из затруднительного положения почти без потерь … Когда наши части были выбиты из д. Гуты и вынуждены были отступать, тов. Кузнецов с одним батальоном и пешей разведкой смело двинулся на неприятеля и принудил его отступать».

## Межвоенный период
С июня 1921 года в 8-й стрелковой дивизии командовал 23-й и 24-й стрелковыми бригадами. Когда последняя в августе 1922 года была реорганизована в 24-й стрелковый полк, продолжил командовать этим полком в Западном военном округе. В 1923 году был направлен на учёбу и в 1926 году окончил Военную академию РККА им. М. В. Фрунзе. С июля 1926 года — командир 18-го стрелкового полка 6-й Орловской стрелковой дивизии Московского военного округа. По итогам 1928 года полк занял первое место в дивизии по боевой подготовке.
В 1930 году окончил курсы усовершенствования высшего начсостава при Военной академии РККА им. М. В. Фрунзе. С апреля 1930 года служил в Московской пехотной Краснознаменной школе: начальник учебного отдела, с сентября 1931 — начальник штаба школы, с октября 1932 — начальник школы. С мая 1935 года преподавал в Военной академии РККА имени М. В. Фрунзе, где был руководителем кафедры общей тактики, с марта 1936 — старшим руководителем кафедры общей тактики, с сентября 1936 — начальником курса и старшим руководителем кафедры общей тактики, с июля 1937 — помощником начальника академии по заочному и вечернему обучению — начальником факультета, с апреля 1938 — исполняющим должность начальника кафедры общей тактики и начальника тактического цикла академии. Член ВКП(б) с 1938 года. В 1938 году присвоено звание доцента.
С июля 1938 года — заместитель командующего войсками Белорусского особого округа. В январе 1938 года награждён золотыми именными часами от Народного комиссариата обороны СССР. В 1938 году избран в Верховный Совет Белорусской ССР по Малоритскому избирательному округу. Участвовал в советско-финской войне.
В июле 1940 года назначен начальником Академии Генерального штаба Красной Армии, но уже через месяц, в августе, стал командующим войсками Северо-Кавказского военного округа. 19 октября 1940 года как командующий округом был включён в состав Военного Совета при Народном комиссариате обороны СССР.
Герой Советского Союза генерал-полковник артиллерии Н. М. Хлебников вспоминал:
«Федор Исидорович Кузнецов много лет преподавал в Военной академии имени М. В. Фрунзе общевойсковую тактику. Дело это он знал и любил, и постепенно общевойсковая тактика стала главенствующим предметом во всех частях округа. Причем тактикой занимались преимущественно в кабинетах и классах на ящиках с песком. В поле, на практические занятия, войска выводились редко.
.
Будучи командующим Северо-Кавказским военным округом, участвовал в известном совещании высшего руководящего состава РККА 23-31 декабря 1940 года, где в своём выступлении по докладу начальника Генерального штаба Красной Армии генерала армии К. А. Мерецкова «Итоги и задачи боевой подготовки сухопутных войск, ВВС и оперативной подготовки высшего начсостава» подчеркнул слабую тактическую и теоретическую подготовку комсостава своего округа. При этом в своём докладе он чётко сформулировал семь главных задач в области боевой подготовки, которые, по его мнению, необходимо было решать Красной Армии в ближайшее время.
18 декабря 1940 года был назначен командующим войсками Прибалтийского особого военного округа.
Историк Андрей Кравченко в статье «Прибалтийский особый: первые времена войны» отмечал: 

«По прибытии в округ Ф. И. Кузнецов проинспектировал вверенные ему войска, ситуация оказалась весьма плачевна: его предшественник практически ничего не сделал для повышения боеспособности округа. Вместо оборудования новой государственной границы и боевой подготовки войска занимались по большей части обустройством военных городков, хранилищ для техники и иными хозяйственными работами. Особенно плохо дело обстояло с возведением укрепленных районов по линии новой госграницы. По просьбе командующего округом из центральных районов СССР весной 1941 года прибыло большое количество строительных батальонов, так, только в полосе обороны 11-й армии было задействовано 30 „чужих“ саперных и инженерно-саперных батальонов.

Для прикрытия 300-километрового участка советско-германской границы в округе должно было быть развернуто 7 стрелковых, 4 танковых и 2 моторизованных дивизии. Оборона побережья Балтийского моря возлагалась на Балтийский флот ВМФ Российской ФедерацииБалтийский флот и подчинённые ему части береговой обороны, кроме того, с той же целью из состава войск округа выделялось 2 стрелковых дивизии»— 
Когда разведка сообщила о том, что в Восточную Пруссию была переброшена 4-я танковая группа вермахта, Ф. И. Кузнецов поставил перед наркомом обороны СССР С. К. Тимошенко вопрос об усилении противотанковой обороны округа. Просьба дала положительные результаты: 20 апреля 1941 года была получена директива наркома обороны о формировании к 1 июня 1941 года в составе округа 9-й и 10-й противотанковых артиллерийских бригад в Шауляе и Каунасе. Кроме того предусматривалось формирование в Двинске (Даугавпилсе) 5-го воздушно-десантного корпуса.
18 июня 1941 года было получено разрешение, под видом проведения учений, на выведение первого эшелона штаба ПрибОВО (250 генералов и офицеров), который к 12 часам дня 20 июня занял заранее приготовленный командный пункт в лесу в 18 км северо-восточнее Паневежиса. Второй эшелон штаба был выведен 21 июня.
21 июня 1941 года Ф. И. Кузнецов отдал приказ применить светомаскировку – затемнить города и все армейские объекты. Бойцы дивизий, стоявших на границе, получили боекомплект и начали минировать определённые пограничные участки. Кроме того, было приказано эвакуировать семьи военнослужащих из приграничных гарнизонов вглубь страны. Однако нарком обороны С. К. Тимошенко отдал приказ немедленно вернуть все семьи военнослужащих в пограничные гарнизоны. Также было запрещено минировать стратегические пути, приказано отвести части от границы и даже отобрать боевые патроны у красноармейцев. О приказе Кузнецова ввести затемнение городов и военных объектов Прибалтики узнал начальник главного управления ПВО СССР генерал Н. Н. Воронов и доложил об этом начальнику Генерального штаба Г. К. Жукову, от которого «в ответ услышал ругань и угрозы в адрес Кузнецова. Через некоторое время командующему Прибалтийским округом было дано указание отменить этот приказ». Около 15 часов 21 июня нарком Тимошенко в разговоре по телефону с Кузнецовым лично приказал последнему отменить своё распоряжение по затемнению Риги.

## Командующий Северо-Западным фронтом
С 22 июня 1941 года командовал войсками Северо-Западного фронта. Соотношение сил к началу войны было в пользу противника. Так, общая списочная численность войск ПрибОВО на 22 июня 1941 года составляла 325 559 человек. В состав округа входили 19 стрелковых дивизий, 4 танковых и 2 мотострелковые дивизии, 5 смешанных авиадивизий. Противник сосредоточил против войск округа 562 015 солдат и офицеров (21 пехотную дивизию, 7 танковых, 6 моторизованных дивизий и 1 моторизованную бригаду), 1697 танков, 3045 орудий, 4140 минометов, 2556 противотанковых орудий. В интересах этой группировки действовало более 1000 самолетов (1-й воздушный флот — 412 самолетов и 8 авиакорпус 2-го воздушного флота — 560 самолетов).  Соотношение в полосе обороны ПрибОВО по личному составу в пользу противника: по танкам 1:1, по артиллерийским орудиям 2,4:1 в пользу вермахта, по минометам 2,8:1, по противотанковым орудиям 1,6:1, по зенитным 3:1, и только по самолётам советские войска имели преимущество 1,2:1.
Всё это привело к тому, что в первые дни Великой Отечественной войны войска фронта оказались в исключительно тяжёлом положении, не смогли отбить удар агрессора и начали отступать. Мощный кулак 3-й и 4-й танковых групп вермахта уже в первый день войны расколол защиту войск фронта. К ночи на 23 июня передовые части немцев были уже в 60 км к югу от Каунаса. На Виленском направлении, которое прикрывала 11-я армия, немецкая боевая техника сумела проскочить по мостам через Неман вместе с отходящими советскими частями. Переправившись через Неман, немецкие танки устремились к Вильнюсу, но натолкнулись на отчаянное сопротивление. Ф. И. Кузнецов попросил маршала С. К. Тимошенко «помочь закрыть разрыв с Западным фронтом», а также «усилить фронт военно-воздушными силами…».
Глубокий прорыв немецкой танковой группировки требовал от советского командования принятия энергичных мер. Однако командование фронта обязано было действовать в соответствии с директивой, полученной вечером 22 июня 1941 года: "…прочно удерживая побережье Балтийского моря, нанести мощный контрудар из района Каунас во фланг и тыл сувалкской группировки противника, уничтожить её во взаимодействии с Западным фронтом и к исходу 24.06 овладеть районом Сувалки ". К сожалению, это директива не учитывала ни реальное состояние войск, ни их возможностей. Тем не менее командование фронта всё же стремилась осуществить контрудар, но не по сувалкской группировке, как было указано в директиве, а по Тильзитской. Вариант нанесения контрудара на этом направлении воспроизводился ещё в мирное время на штабных учениях округа, поэтому хорошо был изучен командирами. На рассвете 24 июня 1941 года разгорелось ожесточённое встречное сражение, в котором с обеих сторон принимало участие более 1000 танков, около 2700 орудий и миномётов, более 175 000 солдат и офицеров. Однако одновременного удара не получилось: после долгого марша войска вступали в бой с ходу, чаще всего разрозненными группами. Артиллерия при острой нехватке боеприпасов надёжной поддержки танковым подразделениям не оказала. Задача осталась невыполненной. К исходу 24 июня стало ясно, что разгромить 4-ю танковую группу противника намеченными силами не удастся, на вильнюсском направлении войска не смогли не только остановить, но даже замедлить продвижение танковых соединений противника. К вечеру 24 июня противник захватил Каунас и Вильнюс. Лишившись у границы своих танковых соединений, командование фронта потеряло возможность парировать дальнейшие удары немецких войск. В результате в июне–июле 1941 года войсками Северо-Западного фронта в ходе Прибалтийской оборонительной операции были потеряны территории Литвы, Латвии и значительной части Эстонии. В начале июля командование округа, включая командующего Ф. И. Кузнецова, в полном составе было снято со своих постов с формулировкой «за неумелое управление войсками». По мнению одного из исследователей, «бедами этого человека были отсутствие твёрдого характера и длительной практики управления общевойсковыми объединениями даже в мирное время».

## Дальнейшее участие в Великой Отечественной войне
С 10 по 24 июля 1941 года командовал 21-й армией на Западном фронте. С созданием 24 июля Центрального фронта 21-я армия вошла в его состав, а генерал-полковник Ф. И. Кузнецов 26 июля возглавил этот фронт (новым командующим армией стал генерал-лейтенант М. Г. Ефремов). Армия и фронт под его командованием участвовали в Смоленском оборонительном сражении. Наступление на Бобруйск под его командованием окончилось неудачей. 7 августа 1941 года Ф. И. Кузнецов был отозван в Москву для получения нового назначения. Новым командующим фронтом был назначен генерал-лейтенант М. Г. Ефремов.
С 14 августа по 2 ноября 1941 года – командующий 51-й Отдельной армией. Фактически стал виновником слабой подготовки обороны перешейков Крыма, которые ко времени приближения к ним немецких войск прикрывались всего двумя дивизиями, а остальные дивизии 51-й армии несли противодесантную оборону в Крыму. В результате войска 11-й армии вермахта быстро овладели Крымом и чуть было не ворвались с ходу в Севастополь. Уже в разгар сражения 2 ноября 1941 года был заменен на П. И. Батова.

Из воспоминаний будущего маршала Н. И. Крылова: 

«Утром [19-го октября 1941] я был в Симферополе. Штаб 51-й армии, где требовалось уточнить полученные по телефону указания, а также оформить заявки на автотранспорт, горючее, боепитание и многое другое, занимал, словно в мирное время или в глубоком тылу, обыкновенное учрежденческое здание в центре, обозначенное, правда, проволочным заграждением вдоль тротуара. При виде этой колючей проволоки на людной улице невольно подумалось: „Что за игра в войну?“ Сержант в комендатуре, выписывая мне пропуск, неожиданно предупредил: „Только сейчас, товарищ полковник, в отделах одни дежурные — сегодня воскресенье“.

Командующий армией, начальник штаба и многие другие командиры находились, надо полагать, поближе к фронту. Но те, кого они оставили в городе, отстоявшем всего на несколько десятков километров от переднего края, оказывается, ещё соблюдали выходные дни, о существовании которых мы давно забыли. В штабных коридорах я встретил нашего начальника артиллерии полковника Николая Кирьяковича Рыжи, удивленного не меньше моего здешними порядками. Он пожаловался, что не с кем решить вопрос о боеприпасах. Нужных людей в конце концов разыскали. Но чувство недоумения от этих первых симферопольских впечатлений не изглаживалось долго».
С 15 ноября 1941 года – начальник штаба 28-й армии в Московском военном округе. С декабря 1941 года – заместитель командующего войсками Западного фронта. В ходе битвы за Москву порученные ему задачи выполнял неудачно. Особо «отличился» в январе 1942 года, когда при проверке войск 61-й армии генерал-лейтенанта М. М. Попова заявил о большом количестве недостатков и неправильном оперативном построении обороны армии. Директивой Ставки ВГК от 30 января 1942 года был назначен командующим этой армией, но в первых же боях потерпел серьёзные неудачи и уже 12 февраля новой директивой Ставки был снят с должности и отозван из действующей армии, а М. М. Попов вернулся к командованию.
После тяжёлой контузии с марта 1942 по июнь 1943 года – начальник Высшей военной академии имени К. Е. Ворошилова (располагалась в г. Уфе). С июня 1943 состоял в распоряжении Ставки ВГК, с августа 1943 – заместитель командующего войсками Волховского фронта, участвовал в операции по прорыву блокады Ленинграда, с февраля 1944 года – на такой же должности на Карельском фронте.
Военному совету Карельского фронта наладить твердое управление войсками и изгнать бездельников и людей, не способных руководить войсками… Заместителя командующего Карельским фронтом генерал-полковника Ф. И. Кузнецова откомандировать в распоряжение начальника Главного управления кадров НКО.
В 1941–1942 годах дважды попадал в аварии (столкновение с автомобилем и падение с обрыва) с общей контузией, контузией головы с потерей сознания и сотрясением мозга.

### После войны

Могила Ф. И. Кузнецова на Новодевичьем кладбище Москвы.

С февраля 1945 по февраль 1948 года — командующий войсками Уральского военного округа.
Генерал армии А. С. Жадов:

«Много лет спустя, в 1948 году, если память мне не изменяет, когда Г. К. Жуков прибыл принимать Уральский военный округ, которым командовал Ф. И. Кузнецов, мне вновь пришлось встретиться с ним. Я был в составе приемопередаточной комиссии. Положение в ряде частей было не на высоте, и, строго говоря, мы обязаны были все недостатки отразить в специальном акте. Федор Исидорович уходил в отставку, и мне очень не хотелось этого делать. Выручил Георгий Константинович. 
— Ничего не надо писать, — сказал он, — тут дело ясное, разберусь сам. Он сдает, а я принимаю. — Этим самым он взял всю ответственность за имевшиеся недостатки в округе на себя.
С февраля 1948 года – в отставке по болезни.
Умер в Москве 22 марта 1961 года. Похоронен на Новодевичьем кладбище.

## Воинские звания
- комбриг (5.12.1935)
- комдив (15.07.1938)
- комкор (04.11.1939)
- генерал-лейтенант (4.06.1940)[18]
- генерал-полковник (22.02.1941)

## Награды
- 2 ордена Ленина (21.02.1945)
- 3 ордена Красного Знамени (18.12.1920, 31.12.1921[19], 22.01.1941, 3.11.1944)
- Орден Суворова 2-й степени (1.03.1944)
- Орден Красной Звезды (5.02.1939)
- Медали:
  - Медаль «За оборону Москвы»
  - Медаль «За оборону Советского Заполярья»
  - Медаль «За победу над Германией в Великой Отечественной войне 1941—1945 гг.»
  - Медаль «XX лет Рабоче-Крестьянской Красной Армии»
  - Медаль «30 лет Советской Армии и Флота»
  - Медаль «40 лет Вооружённых Сил СССР»
  - Медаль «В память 800-летия Москвы»
- Именной серебряный портсигар от ВЦИК РСФСР (1919)
- Золотые именные часы от Наркома обороны СССР (январь 1938)

## Память
В городе Горки Могилёвской области его именем названа улица.

## Семья
- Жена — Елизавета Платоновна Кузнецова (1903—1981).
- Сын — Андрей Фёдорович Кузнецов (1929—2009).

## Сочинения
- Моторизация, механизация и строительство препятствий. — М.: 1930.
- Современная военная техника и проблема стандартизации. — М.: 1931.